# (34643) 2000 WQ3
2000 WQ3 (asteroide 34643) é um asteroide da cintura principal. Possui uma excentricidade de 0.16551910 e uma inclinação de 14.13675º.
Este asteroide foi descoberto no dia 18 de novembro de 2000 por LINEAR em Socorro.